# شکارچی درختی یک‌رنگ
شکارچی درختی یک‌رنگ (نام علمی: Thripadectes ignobilis) گونه‌ای از پرندگان خانواده مرغان تنورساز است که در کلمبیا و اکوادور یافت می‌شود.
زیستگاه طبیعی آن جنگل‌های جلگه‌ای نمناک نیمه‌گرمسیری و جنگل‌های کوهستانی نمناک نیمه‌گرمسیری یا گرمسیری است. این گونه توسط IUCN یک گونه در معرض تهدید در نظر گرفته نمی‌شود.